# Carolina Pascual
Carolina Pascual (n. 17 iunie 1976, Oriola, Comunitatea Valenciană, Spania) este o sportivă ce a reprezentat Spania, medaliată olimpică. A participat la o ediție a Jocurilor Olimpice (1992) în care a câștigat o medalie de argint.

## Participări
Lista de mai jos prezintă principalele competiții la care a participat Carolina Pascual de-a lungul carierei.
- gymnastics at the 1992 Summer Olympics – women's rhythmic individual all-around[*]